# Subancistrocerus yapensis
Subancistrocerus yapensis är en stekelart som beskrevs av Yas. 1945. Subancistrocerus yapensis ingår i släktet Subancistrocerus och familjen Eumenidae. Inga underarter finns listade i Catalogue of Life.